# Пери (Њујорк)
Пери (енгл. Perry) град је у америчкој савезној држави Њујорк.

## Демографија
По попису из 2010. године број становника је 3.673, што је 272 (-6,9%) становника мање него 2000. године.
| Група             | 2000.         | 2010.         |
| Белци             | 3.811 (96,6%) | 3.507 (95,5%) |
| Афроамериканци    | 29 (0,7%)     | 24 (0,7%)     |
| Азијати           | 14 (0,4%)     | 9 (0,2%)      |
| Хиспаноамериканци | 61 (1,5%)     | 87 (2,4%)     |
| Укупно            | 3.945         | 3.673         |